# Mehrsprachigkeit im Recht

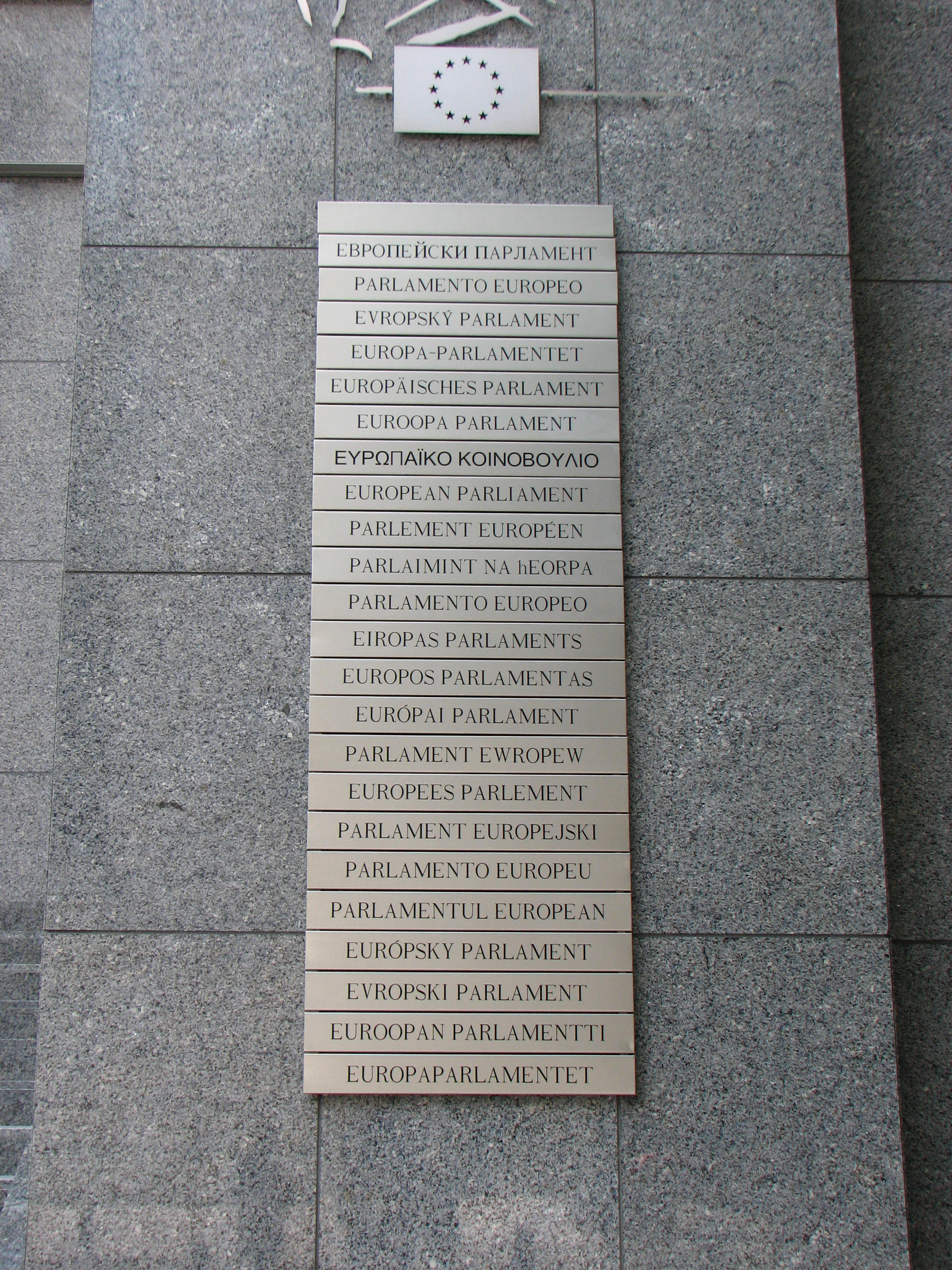
Die Amtssprachen der EU am Eingang des Europäischen Parlaments

Mehrsprachigkeit im Recht ist ein wissenschaftliches Forschungsfeld der Rechtslinguistik. Die Mehrsprachigkeit im Recht ist zugleich von großer praktischer Bedeutung, etwa in supranationalen Organisationen wie der Europäischen Union.

## Mehrsprachigkeit im europäischen Parlament
Mehrsprachigkeit im europäischen Parlament bezieht sich auf all jene Rechtstexte, die im Sinne einer Gleichberechtigung der europäischen Rechtspolitik in sämtliche Amtssprachen der Europäischen Union übersetzt werden. Alle Mitglieder des Europäischen Parlaments (MdeP) haben das Recht in jeder, ihr ausgewählten Amtssprache zu sprechen. Die Europäische Union (EU) zeichnet sich durch ihre kulturelle und sprachliche Vielfalt aus. Durch ihre vielseitige Kulturpolitik ist dadurch die Sprachenpolitik der EU entstanden, die seit 1992 weitgehend eigenständig ist. Seit 2013 gehören 24 Staaten der EU an, deren Recht es ist, alle Rechtstexte in ihrer Sprache lesen zu können. Daher sind alle Dokumente und Rechtsvorschriften in jeder Amtssprache verfasst und nicht nur in den häufiger verwendeten Sprachen wie Englisch oder Französisch.

### Amtssprachen der EU
Seit dem Beitritt Kroatiens im Jahre 2013 werden insgesamt 24 verschiedene Sprachen im Europäischen Parlament gesprochen. Seither werden alle Dokumente in folgende Amtssprachen übersetzt:
- Deutsch, Französisch, Italienisch, Niederländisch (1958)
- Dänisch, Englisch (1973)
- Griechisch (1981)
- Portugiesisch, Spanisch (1986)
- Finnisch, Schwedisch (1995)
- Estnisch, Lettisch, Litauisch, Maltesisch, Polnisch, Slowakisch, Slowenisch, Tschechisch, Ungarisch (2004)
- Bulgarisch, Irisch, Rumänisch (2007)
- Kroatisch (2013)

Alle Sprachen sind gleichberechtigt. Mit der Gleichberechtigung aller 24 Amtssprachen gibt es somit 552 unterschiedliche Kombinationen der Übersetzung, weil jede Sprache in 23 andere übersetzt werden kann.

### Rechtstextübersetzung
Bei der Übersetzung und Überprüfung der Rechtstexte herrschen strenge Vorschriften nach denen sich die Übersetzer richten müssen. Der parlamentsinterne Übersetzungsdienst muss daher in relativ kurzer Zeit den Anforderungen gerecht werden und die Dokumente übersetzen. Die Übersetzungsdienste beschäftigen sich vor allem mit der Arbeit an EU-Rechtsvorschriften, die in Ausschüssen angenommen oder abgelehnt werden und nach Annahme zu Rechtsakten werden. Somit ist diese Arbeit der internen Übersetzer sozusagen der letzte und ein sehr verantwortungsvoller Schritt. Doch die Übersetzungsdienste des Europäischen Parlaments beschäftigen sich außerdem mit weiteren Textarten aus unterschiedlichen Bereichen, wie den Beschlüssen der leitenden Organe des Parlaments und des Europäischen Bürgerbeauftragten. Zudem mit Informationen für die Bürger und alle Mitgliedstaaten, mit parlamentarischen Anfragen und Dokumenten von anderen politischen Ausschüssen sowie der Feststellung des jährlichen EU-Haushaltsplans und den Entlastungsverfahren. Zu guter Letzt beschäftigen sich die Dolmetscherdienste mit den Entschließungen des Europäischen Parlaments zu aktuellen Themen.

### Rechtssetzungsverfahren
Neben dem parlamentsinternen Übersetzungsdienst sind Sprachjuristen bei der Rechtssetzung beteiligt, die für eine optimale Qualität und Richtigkeit der Rechtstexte garantieren. In einem Team gibt es ungefähr 75 Sprachjuristen, die sich weitestgehend um Folgendes kümmern: Die Mitglieder und Ausschusssekretariate erhalten Formulierungs- und Verfahrenstipps. Danach erstellen sie die Rechtstexte, die daraufhin im Ausschuss publiziert werden, wobei ihre Qualität von den Sprachjuristen garantiert wird. Zum anderen sind sie verantwortlich für die technische Vorbereitung der Änderungsanträge und die Veröffentlichung der angenommenen Texte durch das Plenum. Zu guter Letzt erstellen Sprachjuristen die endgültige Fassung der Rechtstexte mithilfe der Rechts- und Sachverständigen des Rates.

## Dolmetschen
Neben schriftlichen Übersetzern werden außerdem Dolmetscher zum simultanen mündlichen Übersetzen eingesetzt. Das europäische Parlament verfügt über einen der größten Dolmetscherdienste der Welt. Zu Zeit sind ca. 270 Dolmetscher fest angestellt. Dazu kommen ca. 1800 externe Akkreditierte. Dolmetscher des Europäischen Parlaments ermöglichen seinen Mitgliedern eine verständliche Kommunikation, sodass sie sich verstehen und miteinander verständigen können. Im Europäischen Parlament werden verschiedene Arten des Dolmetschens angeboten.

### Simultandolmetschen
Der Dolmetscher übersetzt während einer Sitzung die Rede simultan, also parallel. Er sitzt dabei in einer schalldichten Kabine mit Blick auf den Saal und seine Übersetzung kann über Kopfhörer von den Teilnehmern gehört werden.

### Konsekutivdolmetschen
Bei dieser Variante gibt der Dolmetscher seine Übersetzung anhand von Notizen am Ende der Rede wieder. Diese Art von Dolmetschen wird vor allem bei Interviews, in kleinen Gruppen oder Arbeitsessen angewandt, ist jedoch heutzutage weitestgehend durch das simultane Übersetzen ersetzt worden.

### Flüsterdolmetschen
Der Dolmetscher sitzt neben dem Teilnehmer und flüstert ihm die Übersetzung simultan zu. Diese Variante ist jedoch nur bei einer relativ kleinen Gruppe möglich, bei der die Teilnehmer eng beieinander stehen.

### Kofferdolmetschen
Diese Art von Dolmetschen ist eine Variante des simultanen Dolmetschens, bei der es nicht möglich ist, auf eine schalldichte Kabine zurückgreifen zu können. Daher verwendet der Dolmetscher beim „Koffer-Dolmetschen“ einen Koffer, indem sich ein System aus Kopfhörern und Mikrophon befindet.

## Übersetzung von Rechtstexten
Das Recht in der eigenen Sprache ist von großer Bedeutung, da dies die Bedingung dafür ist, dass dieses Recht für jeden Bürger und jede Bürgerin zugänglich und verständlich ist. Ist in einem Staat der politische Wille zur Mehrsprachigkeit vorhanden und es gibt somit mehrere offizielle Sprachen, also Amtssprachen, so muss jeder Gesetzestext in den verschiedenen Sprachversionen zur Verfügung stehen. Eine solche mehrsprachige Rechtsordnung sieht vor, dass die Gesetze in allen Sprachversionen authentisch und verbindlich vorliegen. Dabei ist gibt es jedoch immer auch eine Sprachversion, die im Zweifelsfall in ihrer Gültigkeit über die anderen gestellt wird.

## Entstehung der verschiedenen Sprachfassungen
Wie wir im Kapitel zur Mehrsprachigkeit im Europäischen Parlament gesehen haben, unterliegt die Übersetzung von Rechtstexten strengen Vorschriften und die Übersetzer müssen zeitnah und verantwortungsbewusst arbeiten. In der EU gibt es insgesamt 24 Amtssprachen, die alle rechtlich gleichwertig sind. Trotz strenger Vorlagen gilt grundsätzlich, dass auch beim Übersetzen juristischer Texte Raum für Subjektivität und Kreativität gibt, dass dieser Raum sich jedoch in bestimmten Situationen und bei bestimmten Textsorten reduzieren kann. Die Hauptschwierigkeit im Übersetzungsprozess ist die Sicherstellung der inhaltlichen Übereinstimmung, auf die schon bei der Textherstellung verstärkt geachtet werden sollte. Dadurch ergibt sich weiterführend das größte Problem des juristischen Übersetzens: das Verstehen des Ausgangstextes und die Kenntnis des jeweiligen Sachverhalts.
Es gibt drei verschiedene Verfahren zur Ausarbeitung beziehungsweise Übersetzung mehrsprachiger Normtexte:
- Die Mehrsprachige Ausarbeitung der Texte
- Die Überarbeitung der Texte
- Die reine Übersetzung

Dabei gibt es oft Überschneidungen beziehungsweise verschiedene Mischungen zwischen den einzelnen Verfahren, die jedoch immer einen dominanten Typ vorweisen. Innerhalb der verschiedenen Verfahren muss außerdem auf drei spezifische Merkmale zum Übersetzen juristischer Texte geachtet werden: Es geht um eine andere Sprachkultur, eine andere Rechtskultur und es geht potentiell um Adressatengruppen mit sehr unterschiedlichem Vorwissen.

## Mehrsprachige Ausarbeitung der Texte
Innerhalb dieses Verfahrens stehen den Übersetzern zwei verschiedene Vorgehensweisen zur Verfügung: Die sogenannte Koredaktion oder die gemischtsprachige Redaktion.

### Koredaktion
Bei der Koredaktion wird der Gesetzestext parallel in mehreren, je einsprachigen Fassungen erarbeitet. Dabei gibt es keinen Ausgangstext und von Beginn an eine Auseinandersetzung zwischen den verschiedenen Sprachfassungen. Dieses Verfahren wird als Idealfall gewertet, da hier alle Sprachen gleichwertig sind und die Texte aufgrund der Berücksichtigung der sprachlichen Eigenheiten auch linguistisch authentisch sind.

### Gemischtsprachige Redaktion
Im Verfahren der gemischtsprachigen Redaktion wird ein gemischtsprachiger Text erarbeitet, bei dem jeder der beteiligten Übersetzer einen Textteil in seiner eigenen Sprache verfasst.

### Korevision
Bei der Korevision werden aus einem ein- oder gemischtsprachigen Text mehrere einsprachige Texte verfasst. Dabei ist zum Zeitpunkt der Übersetzung der Ausgangstext noch nicht fest und somit verändert sich jede Sprachfassung während des Vorgangs.

### Reine Übersetzung
Im Gegensatz zur Korevision steht bei der reinen Übersetzung der Ausgangstext zum Zeitpunkt der Übersetzung schon weitestgehend fest. Die Übersetzungen in andere Amtssprachen haben somit keinen Einfluss mehr auf den Originaltext. Dieses Verfahren wird zum Beispiel dann angewandt, wenn eine bestimmte Sprachversion erst sehr spät in den Rechtsprozess eingebunden wird. Positiv an diesem Verfahren ist allerdings das Klärungspotenzial, da niemand den Text genauer liest als derjenige, der ihn übersetzen soll.
Gerichtsurteile können nach den nationalen Rechtsordnungen sehr unterschiedlichen formalen und inhaltlichen Kriterien unterliegen und sind deshalb nur mit gewissen Schwierigkeiten in eine andere Sprache übertragbar.

## Übersetzer
Nachdem die verschiedenen Verfahren zum Übersetzen von Rechtstexten erläutert wurden, stellt sich außerdem die Frage, wer sich potentiell am meisten zum Übersetzen eignet. Gibt man die Übersetzung bei einem Experten des jeweiligen Fachs (hier z. B. bei einem Juristen) in Auftrag oder bei einem professionellen Übersetzer? Beide Seiten haben dabei ihre eigenen Vorteile. Der Übersetzer trägt durch seine sprachliche Ausbildung zur Sicherung der Qualität des Textes bei. Auch dauert die Aneignung von zufriedenstellenden Sprachkenntnissen länger und ist aufwendiger als die Aneignung von Fachwissen. Die Seite der Fachexperten dagegen weist darauf hin, dass das Wissen um Fachzusammenhänge wichtiger ist als die sprachliche Korrektheit und Eleganz. Dieses Argument wird besonders relevant bei der Auslegungsproblematik unterschiedlicher sprachlicher Fassungen in der Rechtslinguistik.
Optimal ist daher eine Arbeitsteilung innerhalb des Übersetzens, die entsprechend den verschiedenen Phasen der Übersetzung sowohl die fachliche, als auch die sprachliche Kompetenz während des Prozesses sichert. Die verschiedenen Phasen der arbeitsteiligen Übersetzung sind:
- Die Rezeptionsphase
- Die Transferphase
- (Re)produktionsphase

Sachverhaltsproblemen und der Wissensebene erarbeitet. Die (Re)produktionsphase befasst sich mit der Kontrolle und Sicherung der Korrektheit und Akzeptabilität bei der Gestaltung des Zieltextes. Die hohe Qualität der Übersetzungen, die durch die Arbeitsteilung erreicht wird, ist eine Voraussetzung für die vielsprachige, multikulturelle und fachlich-interdisziplinäre Kommunikationsfähigkeit innerhalb einer Institution wie zum Beispiel der Europäischen Union. Am Europäischen Gerichtshof werden Rechtstexte andererseits in aller Regel von sogenannten juristes-linguistes übersetzt, die über eine Doppelqualifikation verfügen.

## Verständlichkeit von Rechtstexten
Verständlichkeit spielt gerade in Rechtstexten eine große Rolle. Vor allem in großen Gesellschaften, in denen viele unterschiedliche Werte, Traditionen und Sprachen herrschen, muss jedem, wenn nötig in unterschiedlichen Sprachen, ein Zugang zu seinen Rechten ermöglicht werden. Jeder muss darin frei sein, sich seine eigenen Rechte anzueignen und darauf zurückgreifen zu können. Rechtssprache kann an dieser Stelle also sehr schwierig als Fachsprache wie jede andere definiert werden: Sie richtet sich an die Bürger, demnach ist diese Sprache eng an die Verständlichkeit gebunden. Jedem Bürger muss zugänglich gemacht werden, was seine Rechten und auch Pflichten sind, um zu gewährleiste, dass dem Bürger die Möglichkeit eröffnet wird, sich auch an diese Regeln zu halten. Normative Texte sind hier dazu da, in Schrift gefasstes Recht zu repräsentieren und den Bürger an dieses Recht zu binden. Ebenso sind Rechtstexte auch für Juristen notwendig, um Entscheidungen auf Basis von Normtexten zu treffen und auf diese Texte zurückgreifen zu können. Auch hier ist es demnach zwangsläufig nötig, Texte verständlich zu gestalten. Im Folgenden soll dargestellt werden, inwieweit es möglich ist, normative Texte verständlicher zu gestalten, welche Faktoren dazu beitragen können und ob dies nur eine Frage der Formulierung ist.

## Textverstehen im Allgemeinen
Dietrich Busse hat hierzu einige grundlegende Bemerkungen über Textverstehen und Textinterpretation gemacht: Jeder Text muss interpretiert werden, erst in der Auslegung erhält ein Text seinen Sinn. Daher kann jeder Text, ob er verständlich oder unverständlich formuliert wird, immer auf viele unterschiedliche Weisen interpretiert werden. Je nach Auslegung kann jede Interpretation richtig sein, schließt jedoch nicht zwangsläufig andere Interpretationen aus. Aus dieser Interpretation leitet sich die Wissensbasis eines jeden Lesers ab, die notwendig ist, um einen Text zu verstehen. Es müssen immer Bezüge hergestellt werden, aufgrund dieser Bezüge, die jeder Leser herstellt, ergeben sich die unterschiedlichen Auslegungen. Ziel für einen allgemein verständlichen Text ist hier, dass dem Autor die Aufgabe gestellt wird, sich diese Wissensbasis vor Augen zu führen und auf Basis dieser einen hinreichend verständlichen Text zu produzieren. Sprachliche Mittel, Wortwahl und Formulierungen sollten hier dem allgemeinen Leser angepasst werden. Probleme sind hier, inwieweit man einen Text vereinfachen, also auch verallgemeinern kann, ohne dass man dem Rezipienten einen größeren Spielraum für Auslegungen gibt. Denn genau das sollte auf der anderen Seite auch nicht passieren. Denn (Rechts-)texte sollten dem Leser möglichst deutlich gemacht werden. Hier gestaltet sich die erste Anforderung. Es stellt sich also bereits hier die Frage, wie man diese Hürde überwältigen kann, ohne dem Leser weitere Probleme (nämlich in der Interpretation) zu schaffen. Doch: wie wird ein Text passend an eine bestimmte Adressatengruppe produziert, deren Wissensbasis aufgrund mangelnder Kenntnis nur unterstellt werden kann? Je präziser ein Text, desto kleiner wird die Adressatengruppe, der dieser Text zugänglich ist. Die juristische Auslegungstheorie geht hier jedoch davon aus, dass es hauptsächlich darum gehe, dass ein Text verständlich geschrieben wird. Daraus resultiert jedoch auch, dass jedem Leser ein bestimmtes Weltwissen unterstellt wird, über das er möglicherweise gar nicht verfügt. Aus diesen Ausführungen ergibt sich folgende Erkenntnis: Sprachliche Probleme hängen demnach nicht nur zwangsläufig davon ab, wie ein Text formuliert wurde. Sprach- und Weltwissen gehen ineinander über, die Bezüge, die in der Rezeption von Texten gezogen werden müssen, bedingen nicht nur sprachliches, sondern auch Weltwissen. Hier stellt sich die konkrete Anforderung gerade an die Rechtssprache. „Einen Rechtstext für größere Adressatenkreise verständlich zu machen, erfordert immer auch die Vermittlung von juristischem Fachwissen“. Die Rechtssprache verfügt über viele Gesetzesbegriffe, deren Interpretation nicht spachbezogen, sondern entscheidungsbezogen sind. An dieser Stelle spielt die Auslegung wieder eine große Rolle. Die Bedeutung dieser Wörter entfaltet sich anhand der Wissensbasis des Rezipienten. Es bestehen mehrere Hierarchien, nach denen ein Begriff genau definiert werden kann, Gesetzestexte eröffnen demnach eher einen semantischen Spielraum, als klare Grenzen zu setzen. Je nach Kontext kann der gleiche Text unterschiedliche Bedeutungen zugeschrieben bekommen. Dies ist die Spracharbeit, die an Rechtstexten stattfindet. Es gilt hier, sich neben der Auslegung der Texte auch an institutionelle Auslegungsregeln zu halten. Hier wird noch einmal deutlich: Ein Text ist nicht nur an linguistische Formen gebunden, sondern gleichzeitig und gleichwertig auch an die Institutionen, in denen sie auftreten.

### Wie kann ein Text verständlich gemacht werden?
Busse unterscheidet hier zwei Arten von Verständlich-Machen: die, auf der Seite des Rezipienten und andersherum auf der Seite des Produzenten. Im ersten Fall besteht bereits ein Text, der für den Rezipienten verständlicher gemacht werden muss, und im zweiten Fall steht der Autor vor der Aufgabe, einen neuen Text zu produzieren, der für den Adressaten klar verständlich sein muss. Die Schwierigkeit ist hier, einen verbesserten Text im Hinblick auf seinen Ursprungstext, zu produzieren, der den ursprünglichen Sinn eines Textes nicht verändert. Jedoch passiert genau das: Der Ursprungstext hat nie vollständig dieselbe Meinung wie sein verbesserter Text. Macht hier also eine Textoptimierung von Rechtstexten überhaupt Sinn? Die Auslegung gibt ja bereits vor dem Optimieren einen großen Spielraum zur Auslegung, wie sieht es dann also aus, wenn der Text noch weiter vereinfacht, und damit verallgemeinert, wird? Einige Versuche zur Optimierung haben das gezeigt: semantisch waren Ausgangstext und der „neue Text“ nicht mehr identisch und gaben so unterschiedliche Spielräume zur Auslegung und damit eine andere Rechtsprechung. Was heißt verständlich machen bei bereits vorhandenen Texten? Da es schon einen produzierten Text gibt, gilt es hier so weit zu Paraphrasieren, dass jemand, der sich sonst nicht mit Rechtssprache befasst, diese verstehen kann. Busse führt hier das Beispiel an, dass ein Anwalt seinem Klienten seine Rechte so weit erklärt, dass es für ihn ersichtlich ist. Das Verständlich-machen ist in diesem Falle gleich einer bestimmten Form von Übersetzung, bei der die Wissensbasis des Adressaten erweitert wird, die sogenannte Erweiterung der Inferenzbasis. Für den Produzenten eines Textes heißt dies wiederum, seinen Text auf eine abstrakte Adressatengruppe eingehen, in deren Wissensbasis er sich hineinversetzen muss. Diese Wissensbasis ist jedoch auch lediglich vermutet. Hier steht der Autor vor der Aufgabe, dieses Wissen im Voraus abzuschätzen und darauf einzugehen. Es wird also deutlich: Das Verständlich-Machen von Rechtstexten gestaltet sich als eine schwierige Aufgabe, die letztendlich für den abstrakten Leser nur vermutet werden kann.

### Können Texte sprachlich optimiert werden?
Busse schreibt hier, dass es weniger ein Verständlich-Machen ist, als das Vermeiden von Verstehenshindernissen bei der Produktion des Textes. Einen vorhandenen Text bezüglich der Wissensbasis eines Rezipienten zu verbessern gestalte sich schwieriger, als im Voraus auf verständniserschwerende sprachliche Formulierungsweisen zu verzichten. Wie bereits oben erläutert, geht es bei der Verbesserung eines Textes auch darum, den Sinn des Textes, wenn auch lediglich in kleinster Weise, zu verändern. Die Folgen daraus sind unterschiedliche Auslegungs- und Interpretationsweisen, die zu unterschiedlichen Urteilen führen können. Busse verweist auf von Polenz, der erläutert, dass ein Expliziter-Machen dazu führt, dass Sachverhalte deutlicher gemacht werden, die ursprünglich gar nicht deutlich gemacht werden sollen. Denn: der Text soll ja dazu da sein, ausgelegt zu werden. Schließlich kommt Busse zu dem Schluss, dass aus sprachlicher Sicht keine konkreten Ratschläge erteilt werden können, wie und ob man eine Optimierung vornehmen kann. Optimierung ist also prinzipiell möglich, jedoch besteht noch ein großer Forschungsbedarf hierzu. Letztendlich ist es also eine nicht ganz so einfache Aufgabe, einen Rechtstext dem Rezipienten näher zu bringen und verständlicher zu machen. Es stellen sich immer weitere Hürden, die zu bewältigen sind und die am Ende dazu führen können, dass die Arbeit am Text für Juristen erschwert wird und dies sind ja eigentlich die Personen, für die der Text da ist. Die Text-Leser-Beziehung ist sehr komplex und je nach Person, ihres Wissensstandes und ihrer Vorkenntnisse her immer anders. Wann genau ein Text unverständlich ist, hängt von vielen Faktoren ab, die nicht immer unbedingt sprachlicher Herkunft sind.